# Не відступати і не здаватися 3: Брати по крові
Не відступати і не здаватися 3: Брати по крові (англ. No Retreat, No Surrender 3: Blood Brothers) — продовження фільму Не відступати і не здаватися 2: Скажений грім.

## Сюжет
Коли відставний співробітник антитерористичного відділу ЦРУ Джон Александер гине від рук свого старовинного ворога, міжнародного терориста Франка, його старший син Кейсі не бажає підпускати молодшого брата Вілла до розслідування. Але Вілл вирішує самостійно помститися вбивці батька і відправляється в пошуках Франка у Флориду. Поки Кейсі, за допомогою своїх знайомих з ЦРУ, розшукує Франка, Вілл придумує власний план. Він хоче впровадитися в терористичну групу, і після того, як рятує життя правій руці Франка, домагається своєї мети. Але справа приймає новий оборот, коли Франко, дізнавшись, що Кейсі знаходиться у Флориді, доручає вбити його не кому іншому, як Віллу. Тепер брати знову разом і повинні об'єднати зусилля, щоб зупинити Франка, який задумав вбити президента Сполучених Штатів.

## У ролях
| Актор                | Роль              |
| -------------------- | ----------------- |
| Лорен Аведон         | Вілл Александер   |
| Кіт Віталі           | Кейсі Александер  |
| Джозеф Кампанелла    | Джон Александер   |
| Ванда Акуна          | Марія             |
| Люк Аскью            | Аттерон           |
| Ріон Хантер          | Франко            |
| Марк Руссо           | Russo             |
| Девід Майкл Стерлінг | Енжел             |
| Філіп Бенсон         | Макферсон         |
| Шеррі Роуз           | Джоді             |
| Майк Генова          | головний терорист |
| Аасіф Мандві         | терорист          |